# Das Leiden eines Knaben
Das Leiden eines Knaben ist der Titel einer Novelle von Conrad Ferdinand Meyer.
Erste Überlegungen dazu gehen bis ins Jahr 1877 zurück, 1883 wurde die Novelle veröffentlicht.
Stilistisch ist das Werk dem Realismus zuzuordnen.

## Entstehung

### Vorlage
Quelle für Conrad Ferdinand Meyers Novelle sind die Memoiren Saint-Simons aus den Jahren 1709 und 1711, in denen berichtet wird, dass nach einem Schülerstreich an der Pariser Jesuitenschule ein Sohn des Marschalls Boufflers an den Folgen der Züchtigung gestorben sei, während die beiden Söhne des Polizeiministers Argenson ungestraft davonkamen:

« Le petit Boufflers […] qui n’en avait pas plus fait que les deux d’Argenson, et avec eux fut saisi d’un tel désespoir, qu’il tomba malade le jour même. On le porta chez le maréchal, où il fut impossible de le sauver. Le coeur était saisi, le sang gâté; le pourpre parut, en quatre jours cela fut fini. »

„Der kleine Bouffliers […], der darin nicht mehr gemacht hatte als die beiden Argensons und mit ihnen ergriffen wurde, <war> von solcher Hoffnungslosigkeit, dass er am selben Tag krank wurde. Man trug ihn zum Marschall, wo es nicht möglich war, ihn zu retten. Das Herz war angegriffen, das Blut verdorben, die Röte verblichen, in vier Tagen war es vorbei.“

### Titel der Novelle
Meyer, der sich seit 1877 mit dem Stoff beschäftigt hatte, publizierte das Werk zunächst 1883 in der Wochenzeitschrift Schores Familienblatt unter dem Titel Julian Boufflers. Das Leiden eines Kindes.
Ursprünglich hatte Meyer den Titel Die Leiden eines Knaben vorgesehen. Wie die letztendliche Abänderung in Das Leiden eines Knaben zustande kam, ob auf Meyers eigene Veranlassung oder die seiner Verleger oder Herausgeber, ist nicht mehr nachvollziehbar.
Sowohl durch den Plural als auch durch den Singular des Titels ergeben sich nach Meinung von Matthias Luserke Parallelen, wie zu Johann Wolfgang von Goethes Briefroman Die Leiden des jungen Werther und im Singular zum Leiden Christi. Hierauf spielt Meyer mehrfach in der Novelle an und bezeichnet am Schluss das Schicksal des Titelhelden Julian als „Golgotha bei den Jesuiten“.

## Inhalt
Die Novelle spielt in den späten Regierungsjahren des französischen Königs Ludwig XIV., die in der Binnenerzählung geschilderte Begebenheit nach 1700, während die Rahmenerzählung 1709 anzusetzen ist, als der Jesuit Père Tellier als Nachfolger des Jesuiten Père Lachaise Beichtvater des Königs wird.

### Personen der Rahmenerzählung
- König Ludwig XIV.
- Madame de Maintenon ist die Gemahlin Ludwigs XIV. aus morganatischer Ehe. Meyer charakterisiert sie zu Beginn der Novelle als „diskrete Freundin“.
- Der Leibarzt des Königs, Fagon, der auch in der Binnenerzählung eine aktive Rolle spielt, informiert den König und Madame de Maintenon über die Machenschaften Le Telliers und das Schicksal Julians.

### Hauptpersonen der Binnenerzählung
- Julian Boufflers, Sohn des königlichen Marschalls Louis-François de Boufflers, gilt als geistig etwas zurückgeblieben, ist aber fleißig, edelmütig, „von tadellosem Charakter und vorbildlicher Gesinnung“.[4] Er erweist sich als talentierter Tiermaler, Fechter und Schütze. Der Jugendliche wird in der Binnenerzählung durch seinen Lehrer, den Jesuiten Père Tellier, ungerecht bestraft und misshandelt, was seinen Tod zur Folge hat.

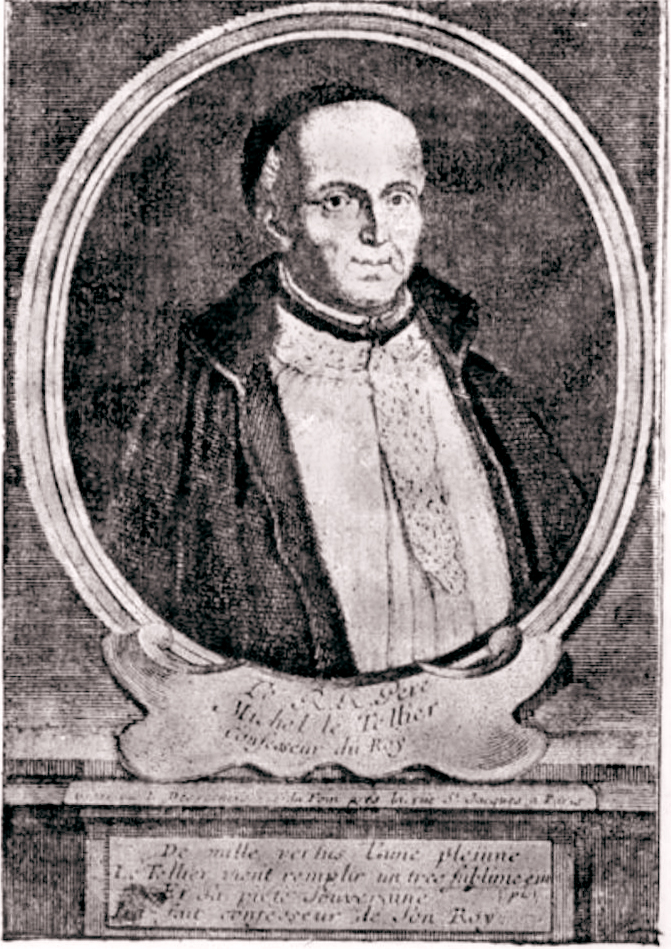
Michel Le Tellier

- Père Tellier ist zum Zeitpunkt der Binnenerzählung Studienpräfekt des Jesuitenkollegs in Paris. 1709 tritt er das Amt des Beichtvaters des Königs an. Wegen seines zwielichtigen Charakters wird er in der Novelle mehrmals leitmotivisch mit einem Wolf verglichen.[8] Während der König nur Telliers Physiognomie als abstoßend und wölfisch beschreibt, ist er in Fagons Augen charakterlich der „tückische Wolf“ und der „vierschrötige und hartknochige Tölpel mit seiner Wolfsschnauze“, wobei nach Christof Laumont „von Anfang an das Wölfische mit dem Teuflischen assoziiert wird.“[8]
- Père Amiel ist Rhetoriklehrer an der Jesuitenschule. Er wird von den Jugendlichen, mit Ausnahme Julians, wegen seiner langen Nase und seiner Mimik verspottet.
- Mouton, ein verwahrloster Tiermaler, der Julian Zeichenunterricht gibt, versucht, Julian zur Flucht zu überreden. In seiner Zeichnung des hoffnungslos fliehenden Pentheus mit den Zügen Julians und der ihn verfolgenden Mänaden, von denen eine mit einem Jesuitenhut dargestellt ist, deutet er Julians Schicksal vorwegnehmend an. Mouton stirbt noch vor Julian.
- Viktor, Sohn des Polizeiministers Argenson, ist ein Mitschüler Julians. Er ist derjenige, der Julian dazu verleitet, Père Amiel durch einen nicht von Julian durchschauten Kalauer zu karikieren.

### Handlung der Novelle
Die Rahmenhandlung beginnt mit einem abendlichen Besuch Ludwigs XIV. bei Madame de Maintenon. Der königliche Leibarzt Fagon, der bei der mittäglichen Audienz halblaut den designierten neuen Beichtiger Tellier als „Lump“ und „Schuft“ bezeichnet hat, kommt hinzu und versucht sich zu rechtfertigen. Um den König vor Père Tellier zu warnen, erzählt er die Geschichte des jungen Julian, der aufgrund der Machenschaften Telliers eines frühen Todes starb. Der nachfolgende Bericht wird häufig durch Einwände des Königs und dadurch vom Hauptthema wegführende Antworten Fagons unterbrochen, wie beispielsweise dessen Kritik an der von Ludwig XIV. veranlassten Hugenottenverfolgung und Zwangsbekehrungen.

### Die Geschichte Julians (Binnenhandlung)
Julian, ältester Sohn des Marschalls Boufflers und dessen verstorbener erster Frau, kommt als 14-Jähriger in die Pariser Jesuitenschule, wo er zunächst trotz seiner Lernschwierigkeiten liebevoll behandelt wird. Nachdem jedoch Marschall Boufflers einen Betrugsversuch der Jesuiten aus Orléans mithilfe Fagons aufgedeckt hat, rät Fagon dem Marschall, den Jugendlichen von der Schule zu nehmen, da sich wegen der Aufdeckung der Schurkerei der „verbissene Haß und der verschluckte Groll“ Julian gegenüber bemerkbar machen werde. Boufflers nimmt Fagons Warnung nicht ernst, sondern meint, dass dem Jungen etwas mehr Strenge nicht schaden könne. Tatsächlich ändert sich das Verhalten der Lehrkräfte Julian gegenüber.
Unterdessen hat Julian in seiner Freizeit bei dem Tiermaler Mouton Malunterricht erhalten, und er erweist sich als geschickter Zeichner, was den Mitschülern nicht verborgen bleibt. Vor dem Eklat, der zu Julians Tod führt, wird die aufkeimende Liebe Julians zu der hübschen, etwas unbedarften Mirabelle Miramion geschildert, ebenso wie seine Geschicklichkeit im Fechten, die er jedoch den Mitschülern gegenüber nicht ausspielt, sondern bescheiden bleibt.
Julians sehnlichster Wunsch ist es, die Schule zu verlassen und im Heer des Königs zu dienen. Fagon, der nach dem Tod von Julians Mutter den Knaben unter seinen Schutz genommen hat, bestärkt ihn darin und plant, den Marschall nach dessen Rückkehr aus einem Grenzsicherungsfeldzug zusammen mit Julian aufzusuchen.
Zum Eklat kommt es, nachdem Julians Mitschüler in der Pause vor Père Amiels Rhetorikunterricht einen gemeinen Streich ausgeheckt haben und Julian auffordern, ein Nashorn oder eine Eule an die Tafel zu zeichnen. Julian weigert sich, weil er nicht zu Unrecht vermutet, dass die Mitschüler damit auf Père Amiels lange Nase anspielen wollen, um den Pater zu ärgern. Erst als Viktor, der Sohn des Polizeiministers, den Vorschlag macht, eine Biene zu zeichnen und etwas dazu zu schreiben, willigt Julian ein. Zunächst schreibt er „abeille“ (Biene). Viktor äußert scheinheilig, dass dies zu prosaisch sei und schlägt stattdessen „Honigtierchen“ („Bête à miel“) vor. Julian durchschaut das Wortspiel nicht, Père Amiel, der kurz darauf den Klassenraum betritt, aber sehr wohl, spielt aber den Ahnungslosen, was ein Gegröle der Schüler zur Folge hat: „Bête Amiel! dummer Amiel!“ Tellier, der die Schüler disziplinieren will, durchschaut das Wortspiel sofort. Auf seine Frage, wer das gezeichnet und geschrieben habe, meldet sich Julian. Trotz Viktors Einspruch und des Eingeständnisses, dass er Julian angestiftet hat, misshandelt Tellier den an der Sache unschuldigen Julian. Als ihn Fagon abholen und zu seinem Vater bringen will, wankt Julian aus dem Tor, „das Haupt vorfallend, den Rücken gebrochen, die Gestalt geknickt, auf unsicheren Füßen.“ Viktor, der Julian begleitet, ist voller Zorn und verlangt Gehör und Maßnahmen gegen Père Tellier.
Fagon, der Polizeiminister Argenson, Viktor und Père Amiel suchen Tellier auf, der sich inzwischen im Professhaus aufhält. In die Enge getrieben und scheinbar zu Zugeständnissen bereit, gelingt es Tellier, durch ein geheimes Treppenhaus nach Rouen zu entweichen.
Julian bricht am selben Tag in Gegenwart seines Vaters bei einem Souper in Versailles zusammen und fantasiert im Fieberwahn. Sein Vater erkennt nach den Vorhaltungen Fagons das Versäumnis Julian gegenüber und steht ihm in seinen letzten Stunden bei. Im Todeskampf verschafft ihm sein Vater die Illusion eines Feldzugs mit abschließender „Heldentat“. Julian stirbt mit den Worten: „Vive le roi!“

### Abschluss der Rahmenerzählung
Trotz Fagons warnenden Berichts endet die Geschichte, „ohne die beabsichtigte Wirkung zu haben“. Der König beschließt, Le Tellier als Beichtiger zu behalten und empfindet für Julians Schicksal nur „Mitleid“ und beim Hören von Fagons Bericht „das Behagen an einer Erzählung“. Er kommentiert zum Schluss Fagons Bericht mit den Worten: „Armes Kind!“, während Madame de Maintenon gerührt ist. Die Novelle endet mit Fagons Antwort an den König:
„Warum arm“ fragte Fagon heiter, „da er hingegangen ist als ein Held?“

## Zeitgenössische Rezeption
Die Novelle fand nach dem Erscheinen meist eine positive Resonanz, mit Ausnahme einiger streng katholischer Kreise, die Meyers Kritik an den Jesuiten ablehnten.
Johanna Spyri schrieb am 11. Oktober 1883 an Meyer:
„Sie haben zum kleinen Werke wieder so viel Stoff beisammen gehabt, daß ich manchmal beim Lesen gern abgeschweift u. dieser u. jener Persönlichkeit nachgelaufen wäre, die Sie in wenig Zügen so lebendig hingestellt hatten. Der arme junge Held ist sehr sympatisch. Dumm war er nicht, er spricht von sich selbst so klar bewußt u. fein urtheilend, wie kein Dummer thut.“
Louise von François, die bereits seit 1881 über Meyers Projekt informiert war, war nach Erscheinen der Novelle ebenso ergriffen, kritisierte jedoch, dass er die Fabel wieder in einen Rahmen eingebettet habe, und „sie hätte eine direkte Schilderung […] ohne vermittelnden Erzähler bevorzugt.“
Gottfried Keller äußerte sich zurückhaltend, lobte aber Meyers Charakterisierung der beiden Schüler: „Ein vortrefflicher Contrast sind die beiden Knaben: Julian, der stirbt, wenn er von schlechter Hand geschlagen wird, und der junge Argenson, der «Sehr gut!» sagt, wenn er von guter Hand eine Ohrfeige erhält! Und beide sind gleich brav!“
Nachdem Otto Brahm die Novelle in einer Rezension in der Berliner Vossischen Zeitung als „Jugendarbeit“ beschrieben hatte, sah sich Meyer in einem Brief an Julius Rodenberg vom 18. Dezember 1883 zu einer Richtigstellung mit gleichzeitig selbstkritischer Analyse veranlasst: „[…] das Novellchen ist neu, aber, freilich mit Absicht, in meiner ersten Manier geschrieben. Es hat seine Fehler: den nicht ganz natürlichen Rahmen u. dann die nicht völlige Wahrheit der Zeichnung eines Unbegabten, der zuweilen in seinen Reden seinen Horizont offenbar überschreitet. Doch hält er sich durch seine «Tendenz», welche ich gar nicht beabsichtigte.“ Diese angeblich unbeabsichtigte Tendenz präzisierte Meyer am 19. Dezember 1883 noch einmal in einem Brief an Friedrich von Wyß: „Daß du den Knaben goutierst, ist mir sehr lieb. Nur wisse, daß ich nicht die geringste Tendenz beabsichtigte. Das Geschichtchen (8 Zeilen in St. Simons) rührte mich und ich gab ihm Leib. Voilà tout.“